# Dalbert (Futebolista)
Dalbert Henrique Chagas Estevão, mais conhecido como Dalbert (Barra Mansa, 8 de setembro de 1993), é um futebolista brasileiro que atua como lateral esquerdo. Atualmente está no América Mineiro. 

## Carreira

### Categorias de base e início
Dalbert foi revelado nas categorias de base do Barra Mansa, em seguida teve curtas passagens por Fluminense e Flamengo.

### Europa e ingresso em Portugal
Um convite a Europa surgiu em 2013 com Académico de Viseu para a disputa da Segunda Liga em Portugal.
Após duas temporadas, em 2015, Dalbert acerta sua ida Vitória de Guimarães, e após uma temporada, em 2016, tem sua primeira experiência fora de terras lusinatas, acertando com o Nice da França.

### Destaque, Internazionale e empréstimos
Tendo destaque na Ligue 1, em 2017 Dalbert assina com a Internazionale, porém após duas temporadas e 26 jogos, o jogador é emprestado para a Fiorentina, Rennes e Cagliari.

### Retorno ao Brasil
Em 2023 com o fim contratual com o time de Milão, o lateral acerta seu retorno a território nacional em 2023, o clube da vez foi o Internacional, com o clube colorado jogou 10 partidas, e após alguns desentendimentos com a torcida foi liberado no final da temporada.
Em 2024 acerta com Sport para o seguimento da série B, e após boa temporada, permaneceu no time para a temporada de 2025.
Após o ruim início do Brasileirão 2025 com o Sport, acertou sua ida ao América Mineiro, para seguimento da Série B.

## Títulos
Sport
- Campeonato Pernambucano: 2025